# Sega Mega Drive
Sega Mega Drive ili Sega Genesis jest 16-bitna igraća konzola koju je proizvodila tvrtka Sega. Ova konzola pojavila se na japanskom tržištu 1988. godine i u SAD-u 1989. godine, dok se u Europi i ostatku svijeta pojavila tek 1990. godine. Naziv Sega Genesis bio je najrašireniji u SAD-u jer Sega nije uspjela osigurati ime Mega Drive na američkom tržištu. U Hrvatskoj su konzolu ovlašteni distributeri prodavali tek od sredine 1990-ih.
Sega Mega Drive je na europskom i japanskom tržištu izašla u dvije hardverske revizije, a na američkom u tri.
Sa svakom generacijom dimenzije su se smanjivale, a dodatci uklanjali radi uštede u proizvodnji, kako to obično biva i kod nekih drugih proizvođača konzola.
Imenovale su se po jednostavnoj metodi dodavanja broja verzija pored imena.

## Povijest
Iako je Sega Master System postigao velik uspjeh u Europi te u Brazilu, ova konzola nije bila toliko uspješna u SAD-u, Kanadi i Japanu.
Sredinom i krajem 1980-tih godina, Nintendo je dominirao američkim tržištem s konzolom NES, dok su to u Japanu bili Famicom (koju je proizvodio Nintendo) i PC Engine (NEC). Hayao Nakayama, tadašnji izvršni direktor Sege,  predložio je da se napravi nova 16-bitna igrača konzola koja će biti slična popularnim arkadnim strojevima Sega System 16. Razlog za tu odluku bio je lakše prebacivanje igara sa Sega System 16 na Mega Drive.

## Nazivi
Tijekom razvoja Mega Drivea, konzola se zvala kodnim imenom "Mark V". 
U aktualnom nazivu, "mega" predstavlja superiornost, a "drive" brzinu. To je posljedica korištenja Motorola 68000 procesora u proizvodnji konzole, koji je u to doba bio osobito napredan. Isti se procesor se rabio u Apple Macintoshu, Atari ST-u, i Commodore Amiga konzoli.